# Фауна Никарагве
Фауну Никарагве одликује веома висок ниво биодиверзитета. Велики део дивљине Никарагве живи у заштићеним подручјима. Тренутно је у Никарагви 78 заштићених подручја која покривају више од 22.000 km2 (8.500 sq mi) или око 17% њене копнене масе.
Ова заштићена подручја обухватају широк спектар станишта, укључујући кишне шуме, језера, планине и вулкане широм земље. На пример, резерват биосфере Босавас у држави Хинотега (граница са Хондурасом) простире се на 7.300 km2 (2.800 sq mi), што га чини другом по величини прашуми у Америци након Амазонске прашуме у Бразилу.

## Сисари
Никарагва је дом неколико врста мајмуна Новог света, укључујући мајмуна паука Геофроја, који је Међународна унија за заштиту природе (ИУЦН) тренутно уврстила у списак угрожених врста. Јагуар је највећа дивља мачка која је аутохтона за Никарагву. Остале врсте укључују пуму, јагуарунди, маргај и оцелоте. Постоји низ необичних сисара који су пронађени у Никарагви, укључујући троногог лењивца, северног тамандуа (мањи мравојед) и две врсте армадила.

## Птице
Птице Никарагве укључују укупно 698 врста. Осам од ових врста, укључујући златника и велику зелену ару (Ара амбигуа), ИУЦН тренутно наводи као угрожене врсте.
Многе птице Никарагве су сјајно обојене, укључујући разне врсте папагаја, тукана, трогона и колибрија. Guardabarranco је национална птица Никарагве. Већина пацифичког региона Никарагве више није насељена овим врстама.

## Гмизавци
Никарагва је дом многих гнездећих популација морских корњача, укључујући морску корњачу јастреб, морску корњачу са кожом, маслинову корњачу и тихоокеанску зелену корњачу. Све су то угрожене или критично угрожене врсте, са глобалном популацијом у опадању. Тренутно се улажу опсежни напори да се што више сачувају.

## Рибе
Ајкула бик је врста ајкуле која може дуже време преживети у слаткој води. Може се наћи у језеру Никарагва и реци Сан Хуан, где се често назива „никарагванска ајкула“.Никарагва је недавно забранила слатководни риболов никарагуанске ајкуле и рибе пиле као одговор на смањење популације ових животиња.
Кихилид Мидас, пореклом из слива реке Сан Хуан у Никарагви и Костарици, данас је препознат као комплекс врста са десетинама врста, од којих већина или све насељавају изузетно смањене распрострањености. Недавно је описано пет врста из језера Апојо, језера вулканског кратера.

## Бескичмењаци

### Мекушци
Многе врсте мекушаца су аутохтоне за Никарагву, укључујући најмање 79 врста копнених пужева.

## Заштићена подручја
Тренутно је у Никарагви 78 заштићених подручја која покривају више од 22.000 km2 (8.500 sq mi) или око 17% њене копнене масе. Ту спадају склоништа за дивље животиње и резервати природе који пружају заштиту широком спектру екосистема. До сада је у Никарагви класификовано више од 1.400 животињских врста, око 12.000 врста биљака, а процењено је да 5.000 врста још увек није класификовано.